# Sant Valentí de les Cabanyes
|  | Per a altres significats, vegeu «antiga església de Sant Valentí de les Cabanyes». |

Sant Valentí és una església parroquial al municipi de les Cabanyes (Alt Penedès) inclosa a l'Inventari del Patrimoni Arquitectònic de Catalunya. Temple d'una sola nau i absis de planta semicircular. Voltes d'aresta i arcs torals acabats amb cul-de-llàntia. Capelles laterals de volta de canó perpendiculars a la nau central. Coberta a dos vessants. Contraforts laterals. Façana amb rosetó i arcs cecs decoratius. Entrada frontal. Portal d'arc de mig punt amb arquivoltes i timpà, columnetes i capitell. Esqueixada cap a l'interior. Campanar lateral octogonal amb coberta de pavelló. Portal d'arc de mig punt amb arquivoltes i timpà, columnetes i capitells. Esqueixada cap a l'interior.